# 第190步兵師 (德國國防軍)
德國國防軍陸軍第190步兵師（德語：180. Infanterie-Division）是納粹德國國防軍陸軍的一個步兵師。該師於1940年5月組建。
該師組建時，稱為漢堡替代師（德語：Ersatz-Division Hamburg），同年6月改編為190號師（德語：Division Nr. 190）。
1944年11月，該師改編為第190步兵師。
該師最後於1945年4月因軍方命令而解散。

## 註腳
1. ↑  Mitcham（2007年）